# Discografia di Ashanti
La seguente pagina contiene la discografia completa della cantante statunitense Ashanti.

## Album

### Album in studio
| Anno | Dettagli | Posizione più alta | Posizione più alta | Posizione più alta | Posizione più alta | Posizione più alta | Posizione più alta | Posizione più alta | Posizione più alta | Posizione più alta | Posizione più alta | style="width:150px;" rowspan="2"Certificazioni              |
| Anno | Dettagli | U.S.               | AUS                | AUT                | CAN                | FRA                | GER                | NDL                | NZ                 | SWI                | UK                 |                                                             |
| ---- | --- | ------------------ | ------------------ | ------------------ | ------------------ | ------------------ | ------------------ | ------------------ | ------------------ | ------------------ | ------------------ | ----------------------------------------------------------- |
| 2002 | Ashanti - Data di pubblicazione: 2 aprile 2002 - Etichetta: Murder Inc./Island Def Jam                                               | 1                  | 10                 | 36                 | 5                  | 29                 | 10                 | 12                 | 15                 | 15                 | 3                  | - US: 3x Platino - AUS: Oro - CAN: 2x Platino - UK: Platino |
| 2003 | Chapter II - Data di pubblicazione: 1º luglio 2003 - Etichetta: Murder Inc./Island Def Jam                                           | 1                  | 19                 | 65                 | 5                  | 62                 | 12                 | 26                 | 22                 | 9                  | 5                  | - US: Platino - UK: Argento                                 |
| 2004 | Concrete Rose - Third studio album - Data di pubblicazione: 14 dicembre 2004 - Etichetta: Murder Inc./Def Jam                        | 7                  | —                  | —                  | —                  | 98                 | 36                 | 73                 | —                  | 66                 | 25                 | - US: Platino - UK: Oro                                     |
| 2008 | The Declaration - Fourth studio album - Data di pubblicazione: 3 giugno 2008 - Etichetta: Written Entertainment, The Inc., Universal | 6                  | —                  | —                  | —                  | —                  | —                  | —                  | —                  | —                  | —                  | - Vendite: 230,000+                                         |

### Compilation
| Anno | Dettagli | Posizione più alta | Posizione più alta |
| Anno | Dettagli | U.S.               | U.S. R&B           |
| ---- | --- | ------------------ | ------------------ |
| 2003 | Ashanti's Christmas - Data di pubblicazione: 18 novembre 2003 - Etichetta: Murder Inc.                            | 160                | 43                 |
| 2005 | Collectables by Ashanti - Data di pubblicazione: 6 dicembre 2005 - Etichetta: Murder Inc./Def Jam                 | 59                 | 10                 |
| 2006 | Can't Stop - Album mai pubblicato - Data di pubblicazione: 2006 - Etichetta: Stomp, Black Claw, Simply Music, Big | —                  | —                  |
| 2009 | The Vault - Data di pubblicazione: February 10, 2009 - Etichetta: AJM Records/The Orchard                         | —                  | —                  |

## EP
| Anno | Dettagli                                                                               | Posizione più alta |
| Anno | Dettagli                                                                               | U.S.               |
| ---- | -------------------------------------------------------------------------------------- | ------------------ |
| 2003 | 7 Series Sampler - Data di pubblicazione: 2003 - Etichetta: Murder Inc./Island Def Jam | 142                |

## Singoli

### Da solista
| Anno | Singolo                                          | Posizione più alta | Posizione più alta | Posizione più alta | Posizione più alta | Posizione più alta | Posizione più alta | Posizione più alta | Posizione più alta | Posizione più alta | Posizione più alta | Posizione più alta | Album                   |
| Anno | Singolo                                          | U.S.               | AUS                | AUT                | CAN                | FRA                | GER                | IRE                | NDL                | NZ                 | SWI                | UK                 | Album                   |
| ---- | ------------------------------------------------ | ------------------ | ------------------ | ------------------ | ------------------ | ------------------ | ------------------ | ------------------ | ------------------ | ------------------ | ------------------ | ------------------ | ----------------------- |
| 2002 | Foolish                                          | 1                  | 6                  | 49                 | —                  | 62                 | 26                 | 14                 | 12                 | 8                  | 15                 | 4                  | Ashanti                 |
| 2002 | Happy                                            | 8                  | 29                 | —                  | —                  | 40                 | 41                 | 22                 | 10                 | 19                 | 24                 | 13                 | Ashanti                 |
| 2002 | Baby                                             | 15                 | —                  | —                  | —                  | —                  | 89                 | —                  | 48                 | —                  | —                  | —                  | Ashanti                 |
| 2003 | Dreams                                           | —                  | —                  | —                  | —                  | —                  | —                  | —                  | —                  | —                  | —                  | —                  | Ashanti                 |
| 2003 | Rock wit U (Awww Baby)                           | 2                  | 19                 | —                  | 4                  | —                  | 41                 | 21                 | 28                 | 24                 | 33                 | 7                  | Chapter II              |
| 2003 | Rain on Me                                       | 7                  | —                  | —                  | 27                 | —                  | 70                 | —                  | —                  | —                  | 85                 | 19                 | Chapter II              |
| 2004 | Breakup 2 Makeup (Remix) (featuring Black Child) | —                  | —                  | —                  | —                  | —                  | —                  | —                  | —                  | —                  | —                  | —                  | Collectables by Ashanti |
| 2004 | Only U                                           | 13                 | 24                 | 30                 | —                  | 33                 | 12                 | 4                  | 18                 | 14                 | 12                 | 2                  | Concrete Rose           |
| 2005 | Don't Leave Me Alone                             | —                  | —                  | —                  | —                  | —                  | —                  | —                  | —                  | —                  | —                  | —                  | Concrete Rose           |
| 2005 | Don't Let Them                                   | —                  | —                  | —                  | —                  | —                  | —                  | —                  | —                  | —                  | —                  | 38                 | Concrete Rose           |
| 2005 | Still on It (featuring Paul Wall and Method Man) | —                  | —                  | —                  | —                  | —                  | —                  | —                  | —                  | —                  | —                  | —                  | Collectables by Ashanti |
| 2008 | The Way That I Love You                          | 37                 | —                  | —                  | —                  | —                  | —                  | —                  | —                  | —                  | —                  | —                  | The Declaration         |
| 2008 | Good Good                                        | —                  | —                  | —                  | —                  | —                  | —                  | —                  | —                  | —                  | —                  | —                  | The Declaration         |
| 2011 | The Woman You Love                               | -                  | —                  | —                  | —                  | —                  | —                  | —                  | —                  | —                  | —                  | —                  | Earthly Women           |

### Da artista ospite
| Anno | Singolo                                                                                       | Posizione più alta | Posizione più alta | Posizione più alta | Posizione più alta | Posizione più alta | Posizione più alta | Posizione più alta | Posizione più alta | Posizione più alta | Posizione più alta | Posizione più alta | Album                              |
| Anno | Singolo                                                                                       | U.S.               | AUS                | AUT                | CAN                | FRA                | GER                | IRE                | NDL                | NZ                 | SWI                | UK                 | Album                              |
| ---- | --------------------------------------------------------------------------------------------- | ------------------ | ------------------ | ------------------ | ------------------ | ------------------ | ------------------ | ------------------ | ------------------ | ------------------ | ------------------ | ------------------ | ---------------------------------- |
| 2001 | How We Roll (Big Pun featuring Ashanti)                                                       | —                  | —                  | —                  | —                  | —                  | —                  | —                  | —                  | —                  | —                  | —                  | Endangered Species                 |
| 2001 | Always on Time (Ja Rule introducing Ashanti)                                                  | 1                  | 3                  | —                  | 16                 | 45                 | 22                 | 22                 | 11                 | 2                  | 4                  | 6                  | Pain Is Love                       |
| 2002 | What's Luv? (Fat Joe featuring Ashanti and Ja Rule)                                           | 2                  | 4                  | 33                 | 12                 | 27                 | 10                 | 17                 | 7                  | 5                  | 2                  | 4                  | Jealous Ones Still Envy (J.O.S.E.) |
| 2002 | Down 4 U (Irv Gotti presents The Inc. featuring Ashanti, Ja Rule, Charli Baltimore, and Vita) | 6                  | —                  | —                  | —                  | —                  | —                  | —                  | 22                 | 23                 | 43                 | 4                  | Irv Gotti Presents: The Inc.       |
| 2003 | Mesmerize (Ja Rule featuring Ashanti)                                                         | 2                  | 5                  | —                  | 19                 | 66                 | 71                 | 19                 | 33                 | 3                  | 79                 | 12                 | The Last Temptation                |
| 2003 | Into You (Fabolous featuring Ashanti)                                                         | 4                  | 4                  | —                  | —                  | 44                 | —                  | —                  | 37                 | —                  | 87                 | —                  | Street Dreams                      |
| 2004 | Wonderful (Ja Rule featuring R. Kelly and Ashanti)                                            | 5                  | 6                  | 47                 | —                  | —                  | —                  | 12                 | 15                 | 6                  | 12                 | 1                  | R.U.L.E.                           |
| 2004 | Southside (Lloyd featuring Ashanti)                                                           | —                  | —                  | —                  | —                  | —                  | —                  | —                  | —                  | —                  | —                  | —                  | Southside                          |
| 2004 | Jimmy Choo (Shyne featuring Ashanti)                                                          | —                  | —                  | —                  | —                  | —                  | —                  | —                  | —                  | —                  | —                  | —                  | Godfather Buried Alive             |
| 2004 | Wake Up Everybody (featuring various artists)                                                 | —                  | —                  | —                  | —                  | —                  | —                  | —                  | —                  | —                  | —                  | —                  | Wake Up Everybody                  |
| 2006 | Pac's Life (2Pac featuring Ashanti and T.I.)                                                  | —                  | 34                 | —                  | —                  | —                  | —                  | 9                  | —                  | 38                 | —                  | 21                 | Pac's Life                         |
| 2007 | Put a Little Umph in It (Jagged Edge featuring Ashanti)                                       | —                  | —                  | —                  | —                  | —                  | —                  | —                  | —                  | —                  | —                  | —                  | Baby Makin' Project                |
| 2008 | Body on Me (Nelly featuring Ashanti & Akon)                                                   | —                  | 32                 | —                  | —                  | —                  | —                  | 12                 | —                  | 19                 | —                  | 17                 | Brass Knuckles                     |
| 2008 | Just Stand Up! (with Artists Stand Up to Cancer)                                              | —                  | 39                 | 73                 | —                  | —                  | —                  | —                  | —                  | 19                 | —                  | 26                 | Charity single                     |
| 2009 | Want It, Need It (Plies featuring Ashanti)                                                    | 96                 | —                  | —                  | —                  | —                  | —                  | —                  | —                  | —                  | —                  | —                  | Da Realist                         |